# Rim Jong-sim
Rim Jong-sim (25 de abril de 1994) es una luchadora norcoreana de lucha libre. Ganó  una medalla de plata en el Campeonato Asiático de 2016.